# Шувера, Ксения Савельевна
Ксения Савельевна Шувера (5 марта 1903, село Татаринцы, теперь Правдовка Ярмолинецкого района Хмельницкой области — 9 марта 1987, село Правдовка Ярмолинецкого района Хмельницкой области) — украинский советский деятель, новатор сельскохозяйственного производства, звеньевая колхоза имени Хрущева (потом — имени Ленинской «Правды») села Правдовки Ярмолинецкого района Хмельницкой области. Герой Социалистического Труда (16.02.1948). Депутат Верховного Совета УССР 5-6-го созыва.

## Биография
Родилась в бедной крестьянской семье. Работала в собственном хозяйстве, затем в колхозе в родном селе.
После Великой Отечественной войны возглавила звено полеводческой бригады колхоза имени Хрущева села Правдовки Ярмолинецкого района, которое в 1945 году на площади 9,17 гектаров собрала по 446 центнеров сахарной свеклы, а в 1947 году — по 553 центнера с гектара. В этом же году звено Шуверы собрало по 30,5 центнеров пшеницы с площади 8,5 гектаров.
Член КПСС с 1952 года.
В 1950-60-х годах звено Шуверы колхоза имени Ленинской «Правды» (села Правдовки Ярмолинецкого района) также отмечалась выращиванием высоких урожаев кукурузы.
Потом — на пенсии в селе Правдовка Ярмолинецкого района Хмельницкой области.

## Награды
- Герой Социалистического Труда (16.02.1948)
- два ордена Ленина (16.02.1948, 26.02.1958)
- ордена
- медали